# Marie du Divin Cœur
Maria Droste zu Vischering, en religion sœur Marie du Divin Cœur, née  à Münster (province de Westphalie) le 8 septembre 1863 et morte à Porto (Portugal) le 8 juin 1899, est une dame de la noblesse allemande et religieuse de la Congrégation de Notre-Dame de Charité du Bon-Pasteur.
Elle est déclarée bienheureuse de l’Église catholique romaine, par le pape Paul VI, le 1er novembre 1975. Sa fête liturgique est le 8 juin.
Propagatrice de la dévotion au Sacré-Cœur, elle inspira le pape Léon XIII pour la consécration du genre humain au Sacré-Cœur de Jésus, dans son encyclique Annum Sacrum du 25 mai 1899, et mourut au couvent du Bon-Pasteur à Porto, dont elle était la Mère supérieure. Son corps incorrompu est exposé à la vénération publique dans l'Église-Sanctuaire du Sacré-Cœur de Jésus située a l'Ermesinde, au nord du Portugal.

## Biographie

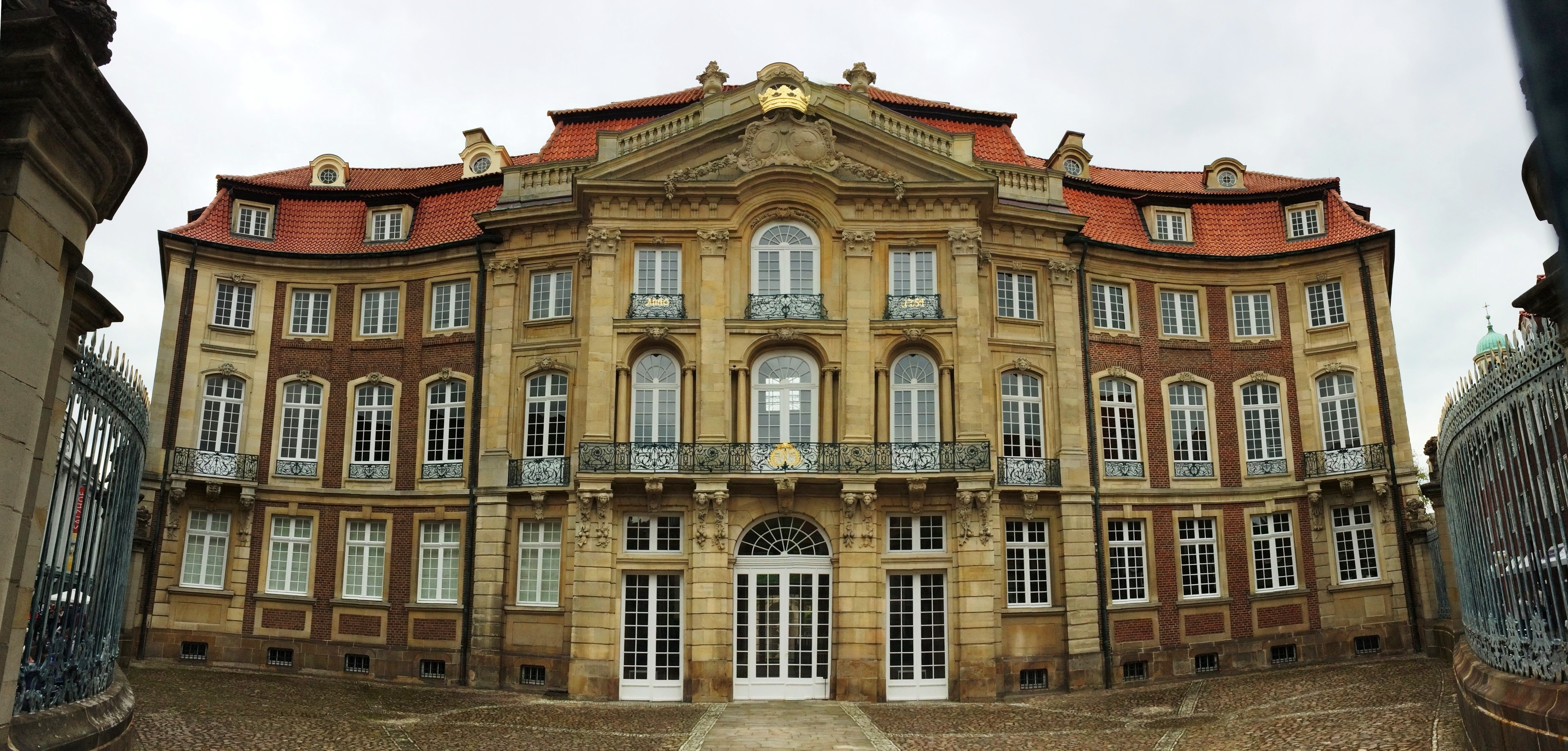
Le Palais Erbdrostenhof.

### Naissance
Son nom complet est Maria Anna Johanna Franziska Theresia Antonia Huberta Droste zu Vischering. Elle est née à Münster, ancienne capitale de la Principauté épiscopale de Münster, désormais prussienne et capitale de la région de Westphalie, au palais Erbdrostenhof que ses ancêtres avaient fait construire en 1753.
Issue d'une famille de noblesse immémoriale et profondément catholique dont l'opposition au roi de Prusse protestant fut à l'origine du réveil du catholicisme rhénan, elle était la fille du comte Clément Droste zu Vischering (1832-1923), petit-neveu de l'archevêque de Cologne Clément-Auguste Droste zu Vischering et de la comtesse, née Hélène von Galen, nièce de l'archevêque de Mayence, Mgr Wilhelm Emmanuel von Ketteler. Elle est donc la cousine germaine du bienheureux cardinal von Galen (1878-1946). Trois de ses frères seront ordonnés prêtres.

### Formation

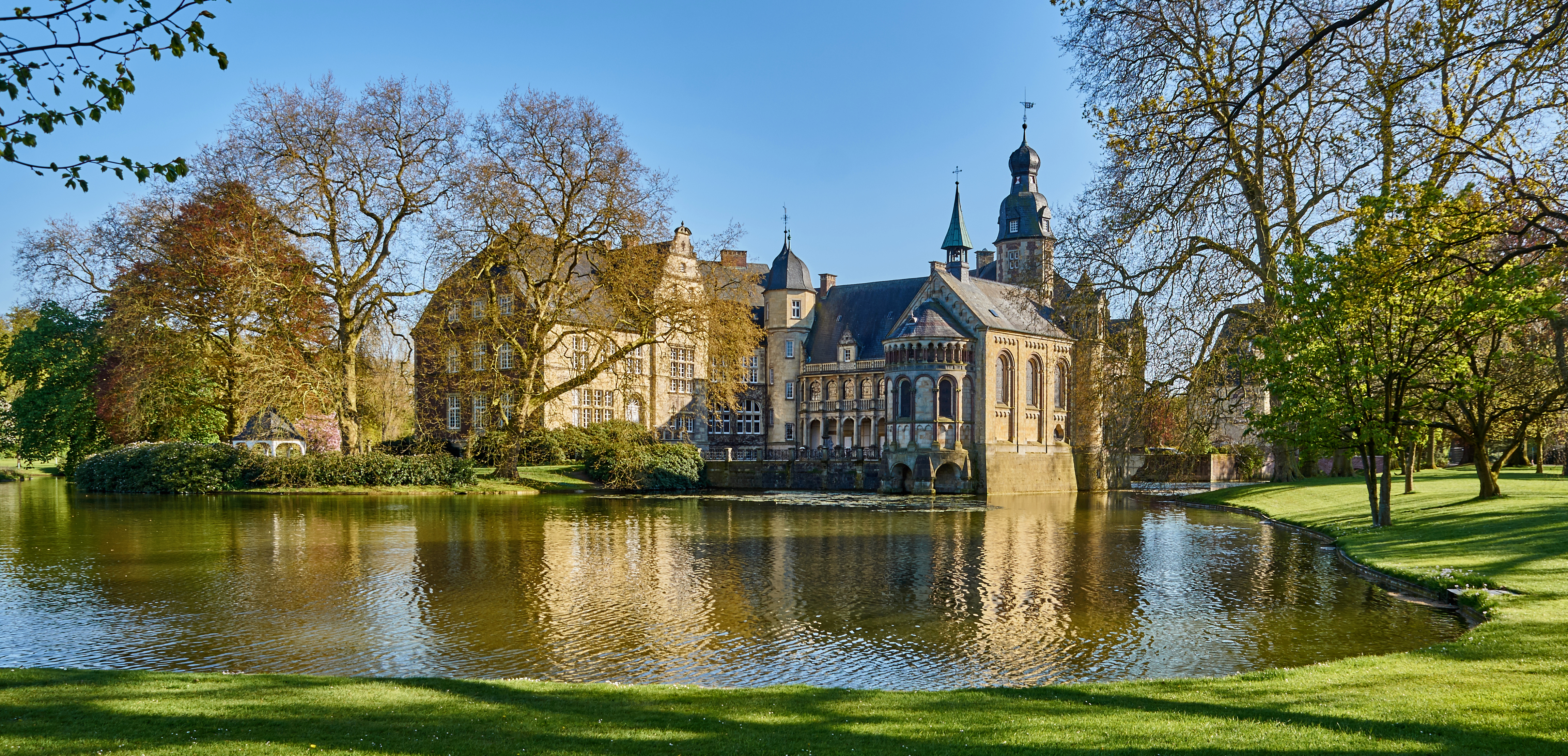
Le Château de Darfeld.

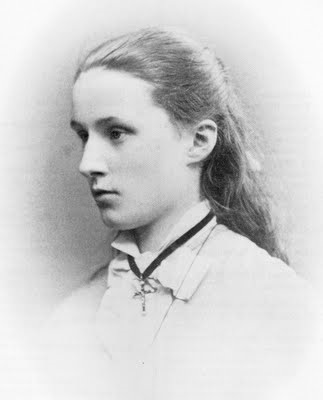
Maria Droste zu Vischering à 15 ans (1878).

Son enfance se passa au château de Darfeld, à proximité de Münster. Une chapelle attenante au château permettait de suivre les exercices religieux avec régularité. Ensuite elle fut pensionnaire chez les Dames du Sacré-Cœur à Riedenbourg, près du lac de Constance.
La jeune fille s'identifiait aux luttes de son père, député du Zentrum depuis 1879, opposé à la politique du Kulturkampf menée par le chancelier Bismarck. Elle songeait à devenir religieuse dans la congrégation de Saint-Joseph de Chambéry qui se développait alors au Danemark, mais, tombée malade, tout projet religieux fut ajourné pendant cinq ans.

Elle entra dans la Congrégation de Notre-Dame de Charité du Bon-Pasteur à Münster le 21 novembre 1888, dont le couvent en Westphalie avait été fondé par la Mère Sainte-Thérèse, née baronne von Rump et était gouverné par la Mère Marie de Saint-Lambert Bouchy. Le couvent abritait 400 jeunes filles et fillettes que les religieuses formaient en apprentissage pour les sortir du danger de la rue ou de la pauvreté de leur milieu.

### Vie religieuse

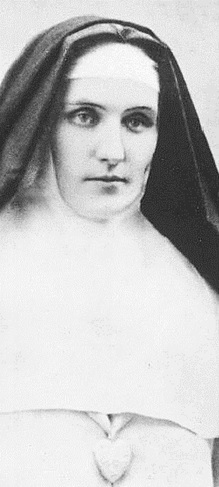
Mère Supérieure du couvent des Sœurs du Bon-Pasteur (1894).

Sœur Marie du Divin Cœur prononça ses vœux solennels, le 29 janvier 1891 et devint maîtresse des enfants. En 1894, elle fut appelée au couvent de Porto, au Portugal. Elle fit d'abord le voyage à la maison-mère d'Angers où se trouvaient 1100 religieuses, puis repartit en train, en faisant étape dans la communauté, pour Perpignan et Barcelone, Manrèse, et enfin Lisbonne.
Elle fut nommée première maîtresse et apprit rapidement le portugais. Elle était joyeuse ; mais renouvelait à chaque instant le sacrifice d'avoir quitté Münster. Elle fut rapidement nommée Mère supérieure du couvent du Bon-Pasteur de Porto, dans le faubourg ouvrier de Paranhos.
Le couvent, qui avaient des ressources insuffisantes, abritait 20 religieuses et 78 jeunes filles et fillettes qui étaient pour elle sa perpétuelle préoccupation. Bientôt les fillettes furent au nombre de 157. Le couvent faisait office de ce que l'on pourrait appeler de centre de réhabilitation de la jeunesse et il fallait remettre dans le  droit chemin nombre de jeunes filles.
En janvier 1896, elle se rendit à Angers à la maison-mère, puis rendit visite à sa famille en Allemagne; mais à son retour, elle tomba malade.
Ses parents vinrent la voir au mois de septembre et constatèrent qu'elle avait déjà les pieds paralysés. Depuis lors, elle entra en correspondance avec de nombreux ecclésiastiques et religieux et continua, au prix de grandes souffrances, sur ordre du cardinal de Porto à diriger le couvent. Elle se faisait porter au parloir jusqu'au soir et recevait allongée.

### Propagatrice

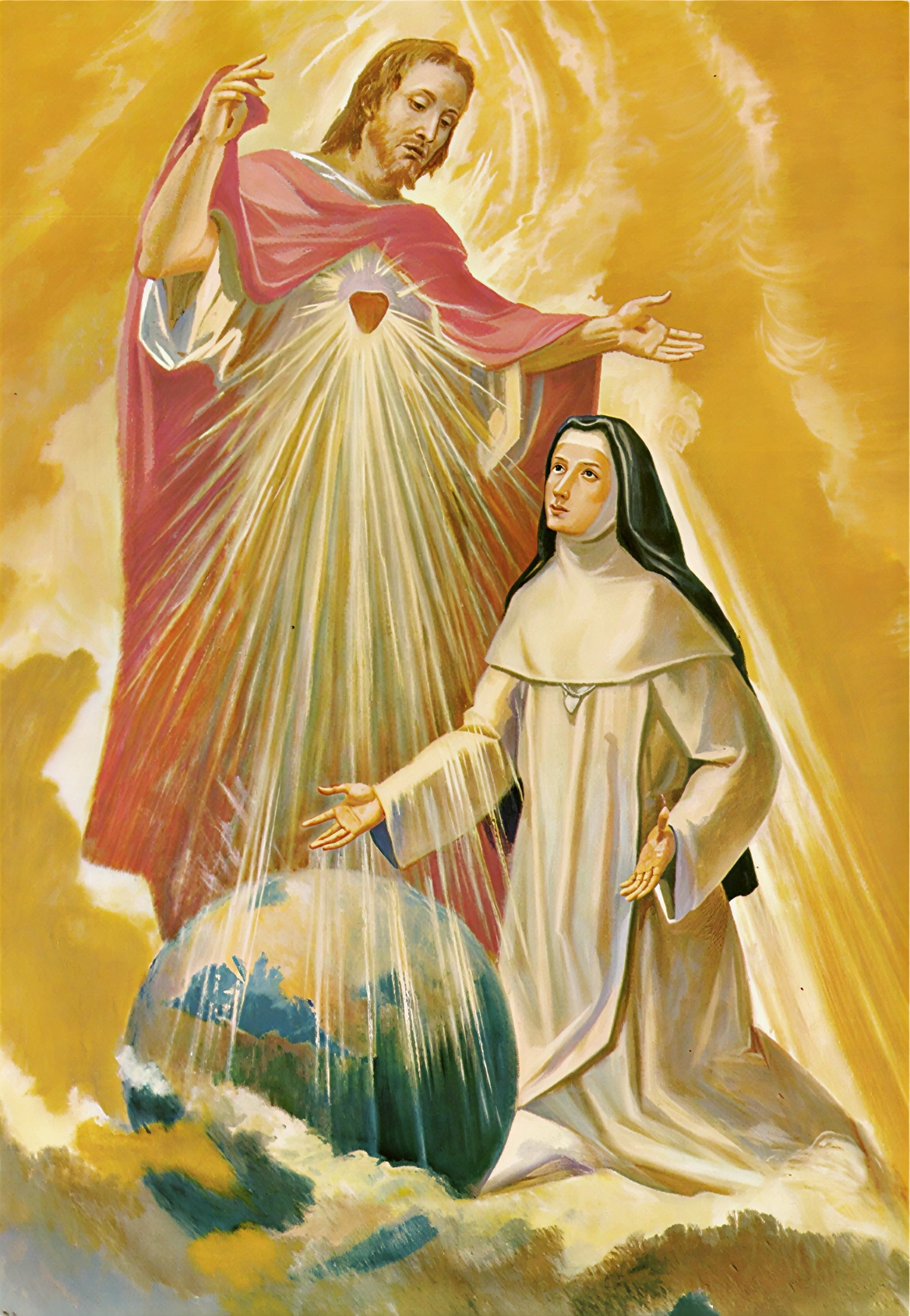
Peinture avec le Sacré-Cœur de Jésus à verser Ses grâces sur le monde par l'intercession de la bienheureuse Sœur Marie du Divin Cœur.

La réputation de cette infirme se propagea dans la région et nombreux furent ceux qui vinrent lui demander conseil. Depuis l'enfance, elle pratiquait la dévotion au Sacré-Cœur qu'elle communiquait à son entourage et à partir de 1897, elle désirait communiquer au pape Léon XIII un projet de consécration du genre humain au Cœur de Jésus. Son confesseur, vice-recteur du séminaire de Porto lui permit d'écrire au pape, et le cardinal Jacobini à Rome fut chargé de l'enquête. En avril 1898, le pape fit envoyer personnellement à la religieuse deux exemplaires du futur décret proclamant cette consécration. Le 18 mai, le comte et la comtesse Droste zu Vischering furent reçus en audience par Léon XIII à qui il annonça la parution prochaine d'une encyclique sur ce thème.
Sœur Marie du Divin Cœur mourut le 8 juin 1899 et l'encyclique Annum sacrum avait paru quelques jours auparavant, le 25 mai.

### Morte et incorruptibilité
Sœur Marie du Divin Cœur meurt le 8 juin 1899 à la veille du triduum préparatoire de la consécration du genre humain au Sacré-Cœur de Jésus. Son corps incorrompu est exposé à la vénération publique dans l'Église-Sanctuaire du Sacré-Cœur de Jésus située a l'Ermesinde, au nord du Portugal.

### Décret pontifical
En 1964, Sœur Marie du Divin Cœur, la comtesse Droste zu Vischering, a reçu officiellement le titre de vénérable par l'Église catholique. Le 1er novembre 1975, elle a été déclarée bienheureuse par le pape Paul VI.
Docteur Waldery Hilgeman est actuellement le postulateur de sa cause de canonisation.

## Promesses du Sacré-Cœur de Jésus

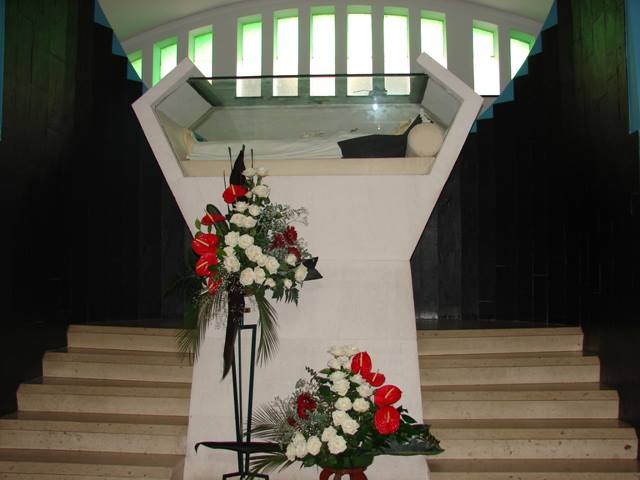
Tombe-reliquaire avec le corps de la Bienheureuse Marie du Divin Cœur dans l'église du Sacré-Cœur de Jésus, Ermesinde, située au nord du Portugal.

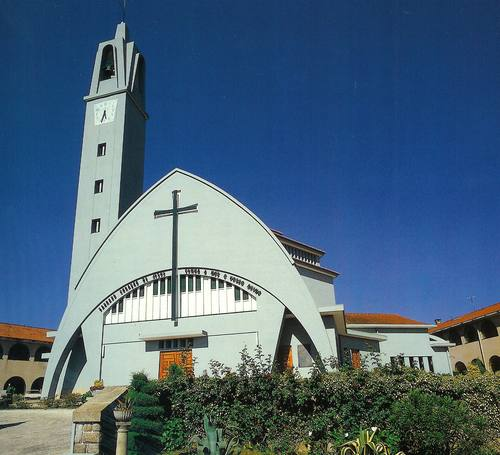
L'église du Sacré-Cœur de Jésus à Ermesinde, située au nord du Portugal.

Dans ses révélations à Sœur Marie du Divin Cœur, Jésus lui a révélé ces deux grandes et merveilleuses promesses:

### Promesse d'obtention des grâces par l'intercession de Sœur Marie du Divin Cœur
«Vous devez savoir, ma fille, que pendant la charité de mon Cœur je veux faire descendre des torrents des grâces à travers ton cœur pour les cœurs des autres. C'est la raison pour laquelle ils seront à vous adresser avec confiance ; ce ne sera pas par tes qualités, mais c'est Moi même qui serai la cause de celui-ci. Jamais quelqu'un qui se rencontrera avec vous ne s'éloignera sans que son âme soit, de quelque manière, consolée, soulagée ou sanctifiée, ou sans avoir reçu quelque grâce, ni même le pécheur le plus endurci... seul de lui-même dépend pour profiter de cette grâce.»

### Promesse d'obtention des grâces dans l'église du Sacré-Cœur de Jésus
« Il y a longtemps, comme vous le savez, que c'est mon désir de construire sur le terrain du Bon-Pasteur une église. Indécis sur l'invocation de la même, j'ai prié et consulté de nombreuses personnes mais sans parvenir à une conclusion. Le premier vendredi du mois, j'ai demandé au Seigneur de m'éclairer sur ce sujet. Après la Sainte Communion, Il m'a dit : « Je veux que l'église soit consacrée à Mon Cœur. Vous devez ériger ici un lieu de réparation : pour Ma part, il sera un lieu des grâces. Je vais distribuer abondamment des grâces à tous les habitants de cette maison, à ceux qui y vivent, à ceux qui vont y vivre, et même à leurs relations ». Puis il m'a dit qu'il voulait cette église, en particulier, comme un lieu de réparation pour les sacrilèges et pour obtenir des grâces pour le clergé ».